# Torneig de Roland Garros 2019
El Torneig de Roland Garros 2019, conegut oficialment com a Internationaux de France 2019, és un esdeveniment de tennis disputat sobre terra batuda que pertany a la categoria de Grand Slam. La 118a edició del torneig es va celebrar entre el 20 de maig i el 9 de juny de 2019 al Stade Roland Garros de París, França.

## Destacats
- El manacorí Rafael Nadal defensava doble títol consecutiu i va reeditar el títol en una repetició de la final de l'any anterior sobre l'austríac Dominic Thiem. Amb aquesta victòria va ampliar a 12 el rècord de títols aconseguits en aquest torneig i d'aquesta forma va esdevenir l'únic tennista que ha guanyat en dotze ocasions un torneig de Grand Slam, fita que compartia amb l'australiana Margaret Court a l'Open d'Austràlia.[1]

- L'australiana Ashleigh Barty va guanyar el primer títol individual de Grand Slam superant la txeca Markéta Vondroušová en la final. Barty, que ha havia guanyar un títol de Grand Slam en dobles femenins, fou la primera australiana en guanyar aquest títol des de Margaret Court l'any 1973.[2]

- La parella alemanya formada per Kevin Krawietz i Andreas Mies van guanyar el seu primer títol de Grand Slam quan ni tan sols havien passat mai de tercera ronda. De fet, aquest era tot just el segon títol del seu palmarès. També van esdevenir la primera parella alemanya masculina en guanyar un títol de Grand Slam.[3]

- La parella femenina formada per l'hongaresa Tímea Babos i la francesa Kristina Mladenovic van guanyar el segon títol de Grand Slam conjuntament. Per Mladenovic aquest era el segon títol de Roland Garros, ja que l'havia aconseguit l'any 2016.[4] Prèviament, la francesa ja s'havia assegurat el número 1 en el rànquing de dobles en superar Elise Mertens en semifinals.[5]

- Latisha Chan i Ivan Dodig eren la parella defensora del títol en la modalitat de dobles mixtos, i en una repetició de la final de l'any anterior, novament es van imposar a Gabriela Dabrowski i Mate Pavić. De fet, van esdevenir la primera parella en l'Era Open que aconseguia defensar amb èxit aquest títol.[6][7]

## Campions/es

### Sèniors
| Categoria          | Campions/es                     | Finalistes                    | Resultat           |
| ------------------ | ------------------------------- | ----------------------------- | ------------------ |
| Individual masculí | Rafael Nadal                    | Dominic Thiem                 | 6−3, 5−7, 6−1, 6−1 |
| Individual femení  | Ashleigh Barty                  | Markéta Vondroušová           | 6−1, 6−3           |
| Dobles masculins   | Kevin Krawietz Andreas Mies     | Jérémy Chardy Fabrice Martin  | 6−2, 7−6(3)        |
| Dobles femenins    | Tímea Babos Kristina Mladenovic | Duan Yingying Zheng Saisai    | 6−2, 6−3           |
| Dobles mixts       | Latisha Chan Ivan Dodig         | Gabriela Dabrowski Mate Pavić | 6−1, 7−6(5)        |

### Júniors
| Categoria          | Campions/es                                         | Finalistes                              | Resultat         |
| ------------------ | --------------------------------------------------- | --------------------------------------- | ---------------- |
| Individual masculí | Holger Vitus Nødskov Rune                           | Toby Alex Kodat                         | 6−3, 6−7(5), 6−0 |
| Individual femení  | Leylah Annie Fernandez                              | Emma Navarro                            | 6−3, 6−2         |
| Dobles masculins   | Matheus Pucinelli de Almeida Thiago Agustín Tirante | Flavio Cobolli Dominic Stephan Stricker | 7−6(3), 6−4      |
| Dobles femenins    | Chloe Beck Emma Navarro                             | Alina Charaeva Anastasia Tikhonova      | 6−1, 6−2         |

## Distribució de punts i premis

### Distribució de punts
| Esdeveniment       | G    | F    | SF  | QF  | 4a ronda | 3a ronda | 2a ronda | 1a ronda | Q   | Q3  | Q2  | Q1  |
| Individual masculí | 2000 | 1200 | 720 | 360 | 180      | 90       | 45       | 10       | 25  | 16  | 8   | 0   |
| Dobles masculins   | 2000 | 1200 | 720 | 360 | 180      | 90       | 0        | N/D      | N/D | N/D | N/D | N/D |
| Individual femení  | 2000 | 1300 | 780 | 430 | 240      | 130      | 70       | 10       | 40  | 30  | 20  | 2   |
| Dobles femenins    | 2000 | 1300 | 780 | 430 | 240      | 130      | 10       | N/D      | N/D | N/D | N/D | N/D |

### Distribució de premis
| Esdeveniment | G         | F         | SF      | QF      | 4a ronda | 3a ronda | 2a ronda | 1a ronda | Q3     | Q2     | Q1    |
| Individuals  | 2.300.000 | 1.180.000 | 590.000 | 415.000 | 243.000  | 143.000  | 87.000   | 46.000   | 24.000 | 12.250 | 7.000 |
| Dobles       | 580.000   | 290.000   | 146.000 | 79.500  | 42.500   | 23.000   | 11.500   | N/D      | N/D    | N/D    | N/D   |
| Dobles mixts | 122.000   | 61.000    | 31.000  | 17.500  | 10.000   | 5.000    | N/D      | N/D      | N/D    | N/D    | N/D   |

- Els premis són en euros.
- Els premis de dobles són per equip.